# 오충원
오충원(吳忠原, 1975년 8월 12일 ~ )은 전 KBO 리그 야구 선수의 외야수이다.

## 출신학교
- 신일고등학교
- 홍익대학교

## 등번호
- 29번 (1998~1999) (쌍방울 레이더스)